# François-Xavier Estin
Dom François-Xavier Estin (26 septembre 1734, Rennes - 5 janvier 1806, Rennes), est un homme d'église français, député aux États généraux de 1789.

## Biographie
Bénédictin et prieur de l'Abbaye de Marmoutier-lès-Tours, il fut élu, le 27 mars 1789, député du clergé aux États généraux par le bailliage de Touraine. Dom d'Estin se fit peu remarquer à la Constituante, où son rôle paraît s'être borné à prêter le serment civique.

## Sources
- « François-Xavier Estin », dans Adolphe Robert et Gaston Cougny, Dictionnaire des parlementaires français, Edgar Bourloton, 1889-1891 [détail de l’édition]